# 호남중학교
호남중학교(湖南中學校)는 대한민국 전북특별자치도 정읍시 시기동에 있는 사립 중학교이다.

## 학교 연혁
- 1946년 10월 7일 : 호남학원 인가, 초대 박명규 원장 취임
- 1946년 11월 1일 : 정읍 동국민학교에 가교사를 정하고 개원식 거행(1학년 120명 입학)
- 1947년 3월 29일 : 재단법인 호남학원 인가, 초대 박명규 이사장 취임
- 1947년 6월 10일 : 호남 초급 중학교 설립 인가(수업학년 3학년 6학급, 정원 300명)
- 1949년 3월 27일 : 초대 박명규 교장 취임
- 1950년 5월 19일 : 정원 학칙 변경 4년제 8학급 400명
- 1951년 9월 1일 : 학제 개편 수업연한 3년
- 1966년 6월 21일 : 본관 신축 준공(18교실)
- 1971년 3월 1일 : 중고 교사 분리
- 1976년 12월 20일 : 학급 증설 총 24학급
- 2019년 10월 21일 : 제7대 박은희 이사장 취임
- 2022년 3월 2일 : 남녀공학으로 전환
- 2023년 3월 2일 : 제23대 윤성구 교장 취임
- 2024년 2월 6일 : 제76회 졸업생 108명 졸업(총 졸업생수 18,748명)
- 2024년 3월 4일 : 신입생 130명 입학(남 69명, 여 61명)

## 참고 자료
- 호남중학교 - 한국교육학술정보원 학교알리미